# دهستان گهره
دهستان گهره، یکی از دهستان‌های بخش فین شهرستان بندرعباس در استان هرمزگان ایران است. مرکز این دهستان، روستای قطب‌آباد است.

## پیشهٔ مردم
دامداری و کشاورزی شغل اصلی مردم این دهستان است؛ خرما محصول اصلی دهستان بوده و در صورت بارش باران گندم، جو، تنباکو سیر و پیاز و سبزیجات هم کشت می‌شود. درختان مرکبات هم به صورت پراکنده وجود دارد.

## دین و مذهب
اهالی دهستان همگی از دیرباز مسلمان و شیعه مذهب بوده‌اند.

## جمعیت
بر پایه سرشماری عمومی نفوس و مسکن در سال ۱۳۹۵، جمعیت دهستان گهره برابر با ۲٬۰۰۵ نفر بوده‌است.